# Rossija 2
Rossija 2 (pl: Rosja 2) – nieistniejąca publiczna stacja telewizyjna Federacji Rosyjskiej, o charakterze sportowym, rozrywkowym i młodzieżowym. Kanał docierał do 52% gospodarstw domowych, mogło go oglądać ponad 82 milionów widzów.
Kanał Rossija 2 zastąpił istniejący wcześniej kanał RTR Sport. 30 września 2009 roku ogłoszono, że od stycznia 2010 r. na częstotliwości RTR Sport nadawać będzie nowy kanał "zorientowany na młodzież", przy zachowaniu 30% czasu antenowego na relacje sportowe. 